# Kłótno (gmina)
Kłótno (do 1954 i od 1984 Baruchowo) – dawna gmina wiejska istniejąca w latach 1973–1976 w woj. bydgoskim, a następnie w woj. włocławskim (dzisiejsze woj. kujawsko-pomorskie). Siedzibą gminy było Kłótno.
Gminę Kłótno utworzono 1 stycznia 1973 roku w powiecie włocławskim w woj. bydgoskim. Gminę podzielono na 16 sołectw: Babia Góra, Baruchowo, Boża Wola, Goreń Duży, Grodno, Kłótno, Krzewent, Kurowo, Lubaty, Nowa Zawada, Okna, Patrówek, Skrzynki, Świątkowice, Zakrzewo i Zawada-Piaski
1 czerwca 1975 gmina weszła w skład nowo utworzonego woj. włocławskiego.
15 stycznia 1976 roku gmina została zniesiona przez połączenie z dotychczasową gminą Kowal w nową gminę Kowal.
1 stycznia 1984 roku z części obszaru gminy Kowal reaktywowano gminę Baruchowo o prawie identycznych granicach co gmina Kłótno w latach 1973–1976; jedynie Krzewent pozostał w gminie Kowal.